# Ångermanlands södra valkrets
Ångermanlands södra valkrets var vid valen 1911–1920 till andra kammaren en egen valkrets med fyra mandat. Valkretsen avskaffades vid valet 1921, då hela länet sammanfördes i Västernorrlands läns valkrets. 
Valkretsen ska inte förväxlas med Ångermanlands södra domsagas valkrets, som var en enmansvalkrets i valen 1884–1908.

## Riksdagsmän

### 1912–vårsessionen 1914
- Johan Nydahl, lmb
- Per-Erik Hedström, lib s
- Johan Rudolf Sundström, lib s
- Johan Emil Berglund, s

### Höstsessionen 1914
- Johan Nydahl, lmb
- Johan Rudolf Sundström, lib s
- Johan Emil Berglund, s
- Eric Engström, s

### 1915–1917
- Fritz Kaijser, lmb
- Johan Rudolf Sundström, lib s
- Carl Oscar Johansson, s 1915–1916, s vgr 1917
- Ivar Vennerström, s 1915–1916, s vgr 1917

### 1918–1920
- Petrus Larsson, lmb
- Sten Berglund, s vgr
- Carl Oscar Johansson, s vgr
- Ivar Vennerström, s vgr

### 1921
- Fritz Kaijser, lmb
- Gerhard Strindlund, bf
- Carl Oscar Johansson, s vgr
- Ivar Vennerström, s vgr